# Тарасовка (Акмолинская область)
Тарасовка (каз. Тарасовка) — село в Жаксынском районе Акмолинской области Казахстана. Административный центр Тарасовского сельского округа. Находится примерно в 27 км к востоку от центра села Жаксы. Код КАТО — 115274100.

## Население
В 1999 году население села составляло 701 человек (346 мужчин и 355 женщин). По данным переписи 2009 года, в селе проживал 461 человек (222 мужчины и 239 женщин).